# Spatangoida
Ordre
L'ordre des Spatangoidea regroupe plusieurs familles d'oursins dits « irréguliers », appartenant au groupe des Atelostomata, les oursins irréguliers sans mâchoire.

## Morphologie

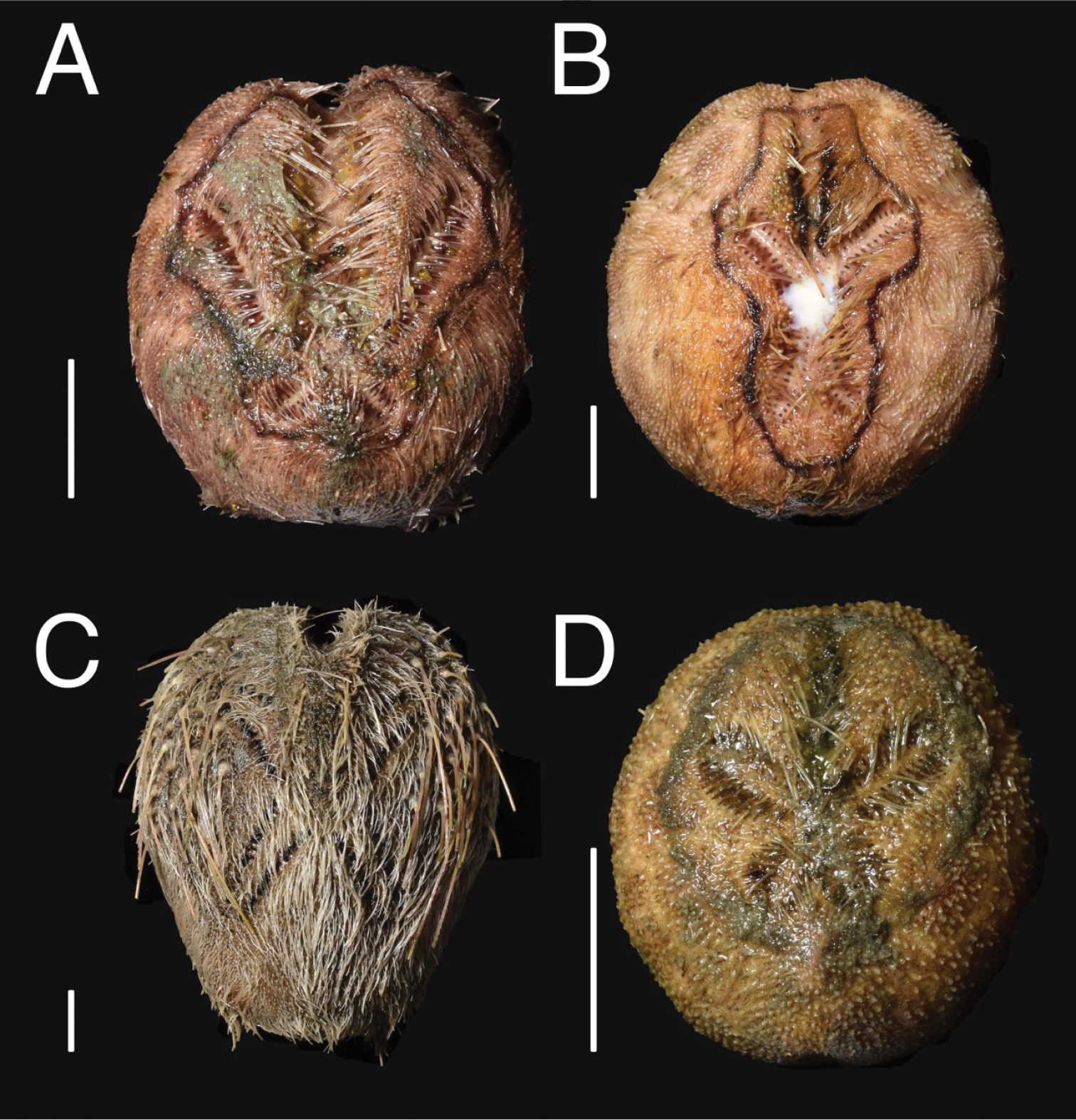
Quatre espèces de spatangues tropicales chalutées conjointement : Brisaster latifrons, Brissopsis luzonica, Lovenia gregalis, Schizaster sp..

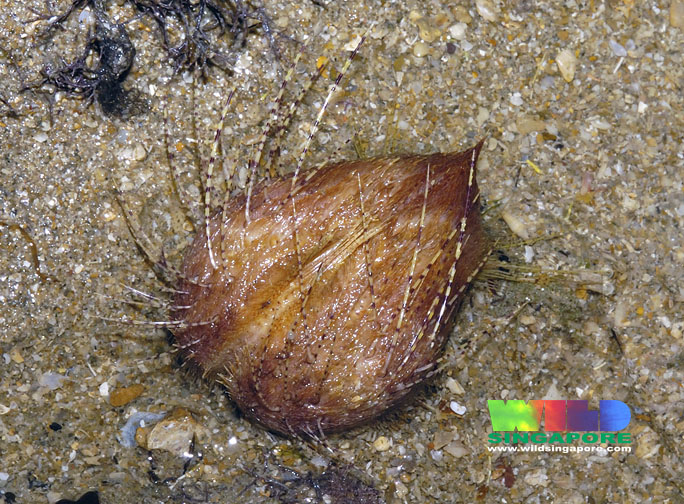
Lovenia elongata à Singapour.

Les spatangoïdes (aussi appelés « patates de mer », « oursins-cœur » ou « souris de mer ») ont un corps ovoïde, marqué par une symétrie bilatérale au lieu d'être radiale (on parle d'oursins irréguliers). Leur face aborale est convexe et leur face orale plus ou moins plane. Les piquants sont souvent longs et de morphologie très variée en fonction de leurs localisation sur le corps (souvent un tapis de radioles très courtes et quelques touffes de plus longues chez les espèces vivant peu profond, arquées vers l'arrière).
Leur test (coquille) est reconnaissable au fait que la bouche a migré vers l'avant du corps (au lieu d'être au centre de la face orale), et l'anus à l'autre bout, formant un axe antéro-postérieur inhabituel chez les échinodermes. Le disque apical est compact, et l'ambulacre postérieur de la face orale s'est différencié en un plastron appelé labrum, alors que les plaques ambulacraires qui entourent la bouche portent des podia modifiés en tentacules buccaux. Le test présente deux fascioles, l'un entourant les pétales et l'autre situé au-dessous de l'anus. 
Les spatangoïdes constituent l'un des ordres d'oursins contemporains les plus complexes et les plus diversifiés. Leur test calcaire et leur mode de vie fouisseur en fait des fossiles extrêmement abondants et bien préservés pour les paléontologues.

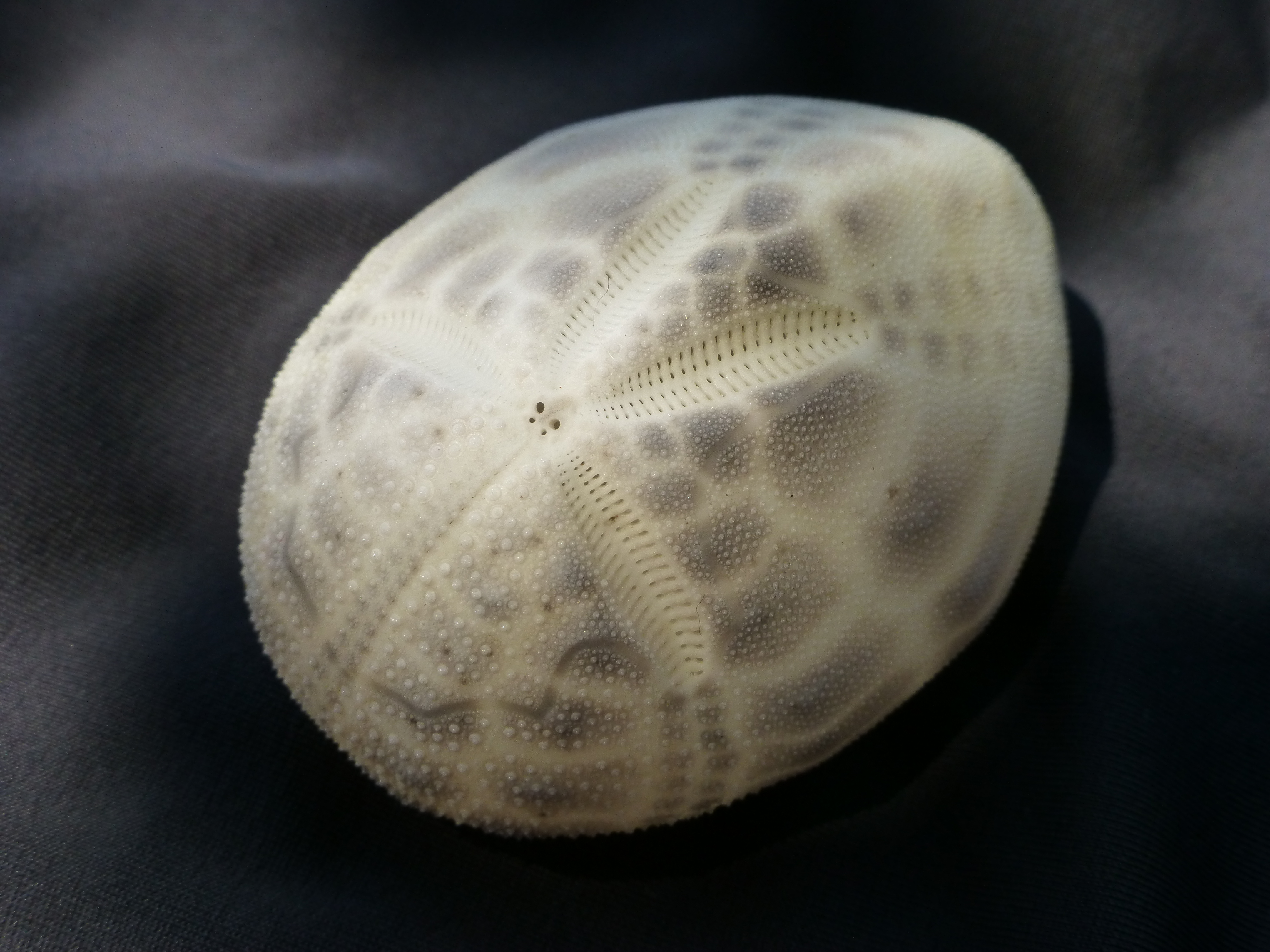
Test de spatangoïde (Brissus unicolor), face aborale (ou « dorsale »)
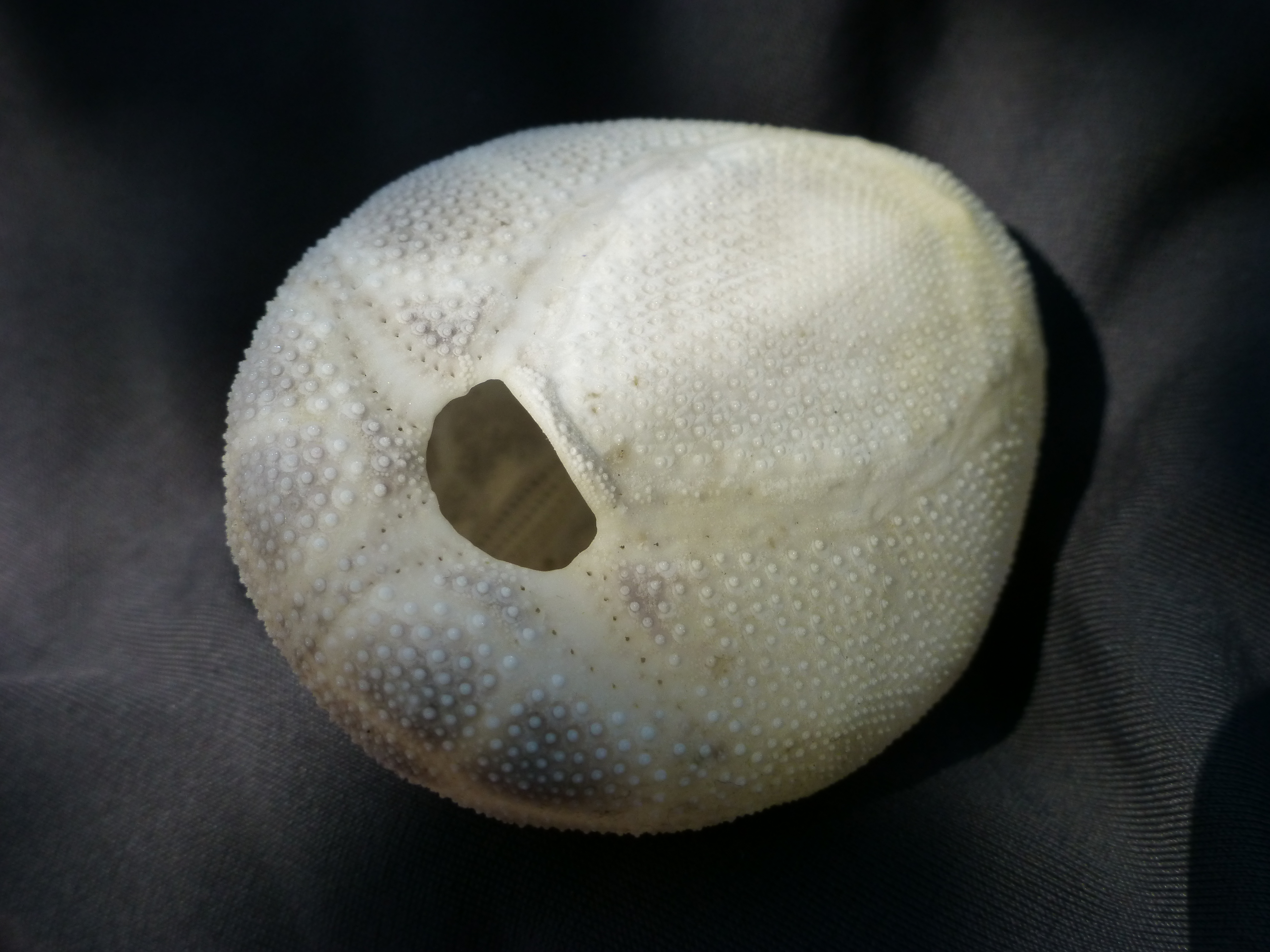
Vue ventrale centrée sur le péristome (bouche)
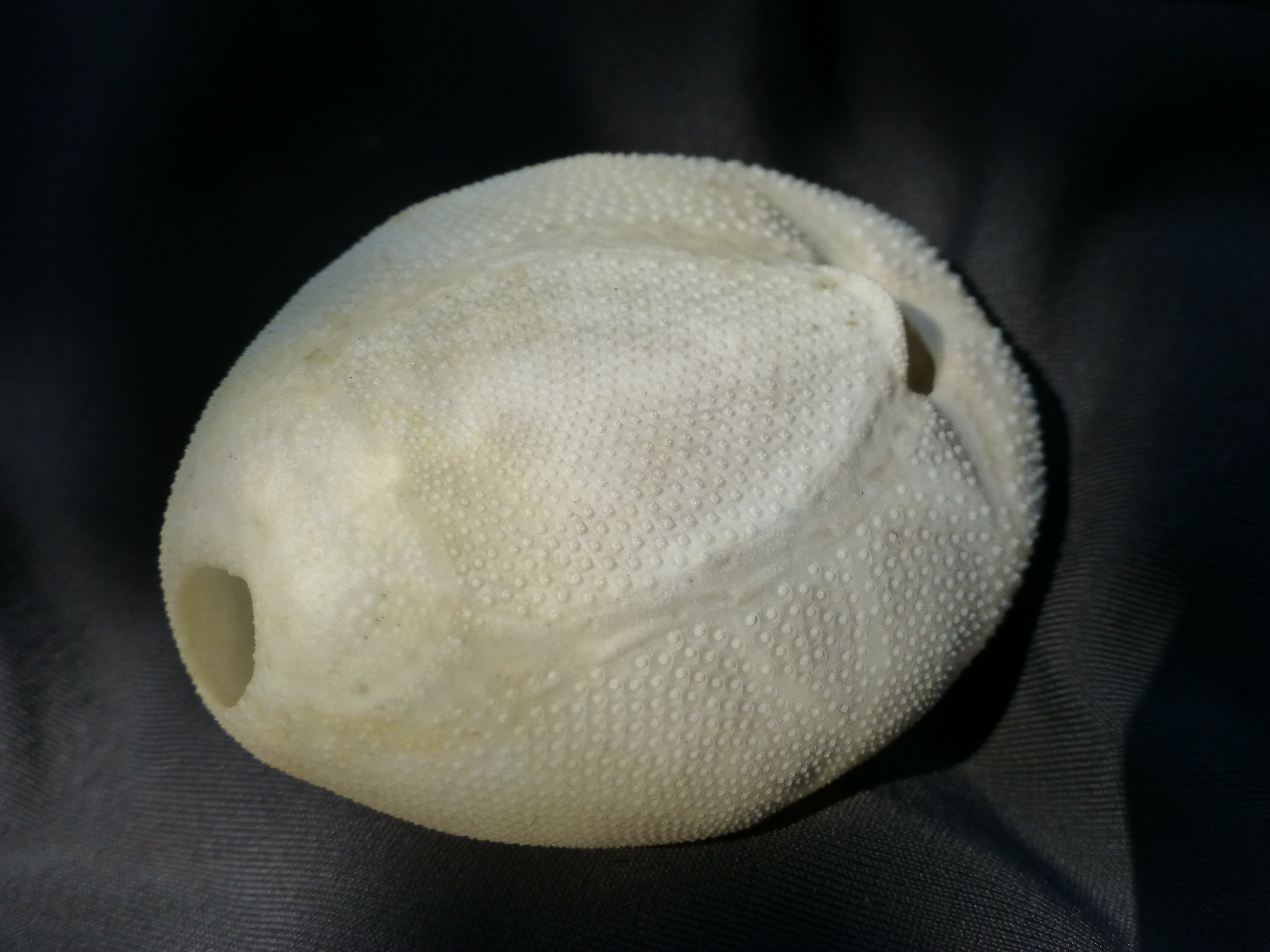
Vue antéro-ventrale centrée sur le périprocte (anus)
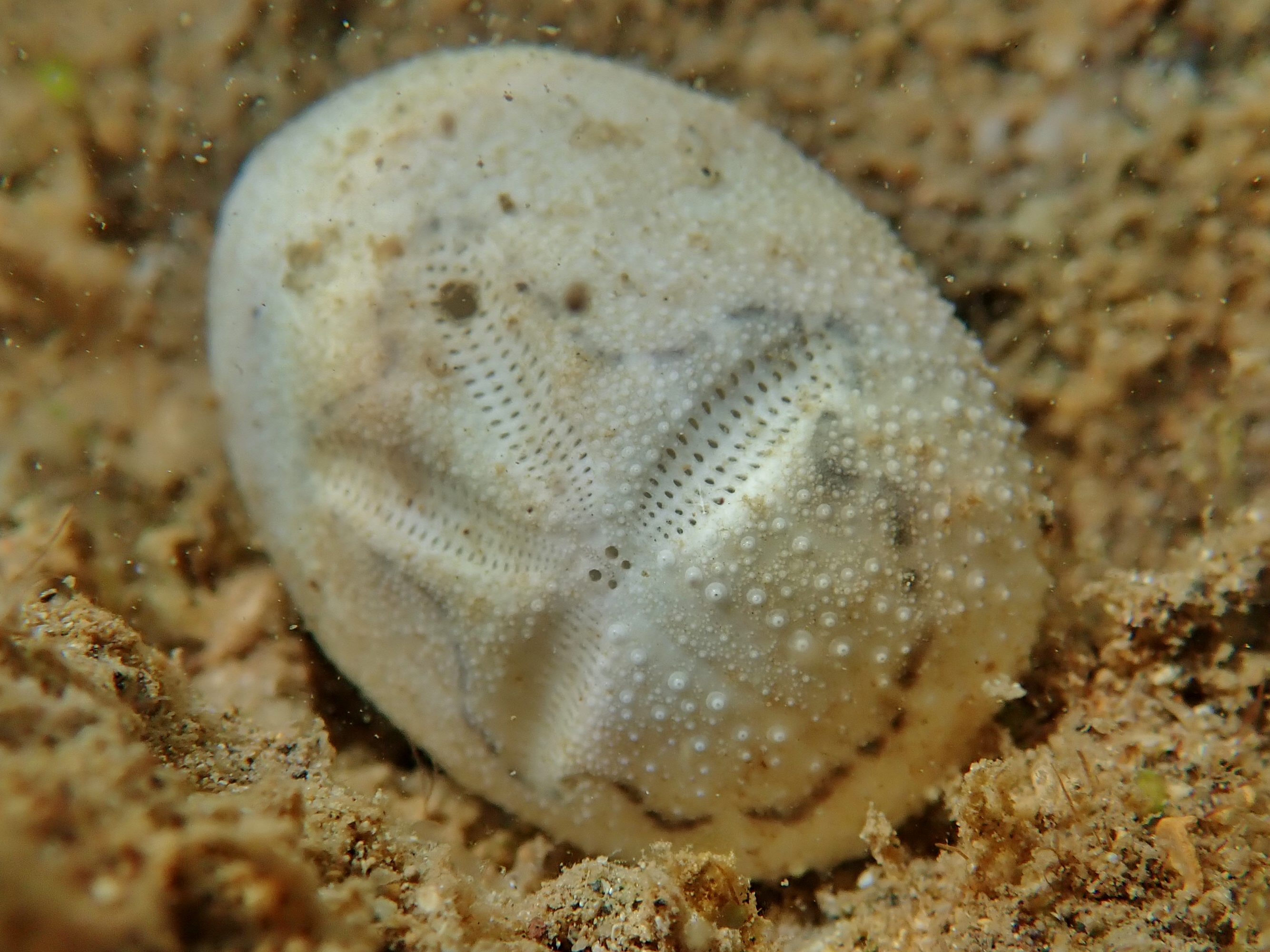
Sur ce test de Brissus latecarinatus, la décomposition a coloré le fasciole en noir, le rendant bien visible.

### Courant respiratoire
Une des spécificités de ces oursins est leur capacité à générer un courant d'eau à la surface de son corps, courant dont le rôle majeur est respiratoire. Le courant est créé par la ciliature des clavules (piquants à la fois glandulaires et ciliés) groupés en bandes étroites (fasciole) dont les tracés occupent des régions apicales, ambitales ou postérieur du corps de l'oursin.
L'eau circule de la surface des sédiments vers l'oursin en empruntant la cheminée respiratoire chez les échinides qui forment un terrier ou en percolant entre les grains de sable chez les autres. Les courants sont centrifuges sur la face aborale ; là ils circulent plus particulièrement le long des ambulacres latéraux (antérieurs et postérieurs) qui abritent les podions respiratoires. Sur la face orale, les courants sont pour partie centripètes et pour l'autre dirigés postérieurement.

## Milieu de vie
Ils vivent enfouis plus ou moins profondément dans les sédiments et certains comme Echinocardium cordatum construisent des terriers. La profondeur et la structure du terrier varient selon les espèces. La paroi du terrier est consolidée grâce au mucus sécrété par des piquants spécialisés (clavules) et au damage de la paroi par l'ensemble des piquants corporels. Quand ils se sentent menacés (notamment par des gastéropodes carnivores), ces oursins peuvent sortir du sédiment pour s'enfuir : certains sont alors capables d'avancer à une vitesse impressionnante (pour un oursin) avant de s'enfouir dans le sédiment quelques mètres plus loin.
L'activité fouisseuse de ces animaux, parfois abondants, fournit un service écosystémique essentiel par la bioturbation du sédiment qu'ils induisent.

## Alimentation
Ces échinodermes font partie des Atelostomata, ils s'alimentent en ingérant de manière massive le sédiment dont ils exploitent la portion organique (le biofilm : algues, bactéries...). Des podia péribuccaux digités (« phyllopodes ») prélèvent les sédiments situés face à l'animal et les acheminent vers la bouche. Chez les espèces vivant dans un terrier, les sédiments de surface et donc plus riches en matière organique, sont acheminés jusqu'au fond du terrier par le biais de la cheminée respiratoire et de la gouttière ambulacraire antérieure.

## Liste des familles

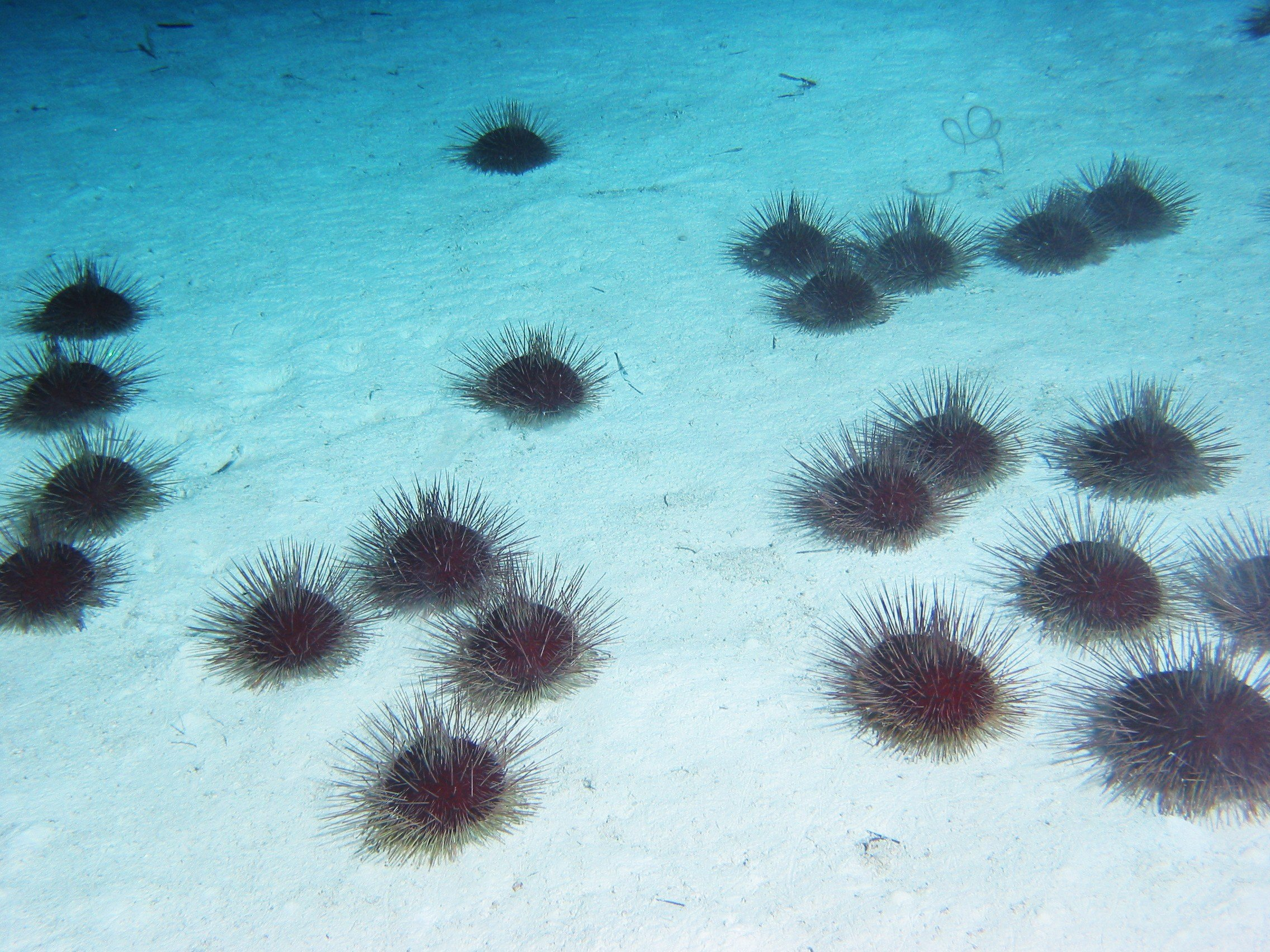
Heterobrissus hystrix, un représentant encore non-assigné du sous-ordre des Paleopneustina.

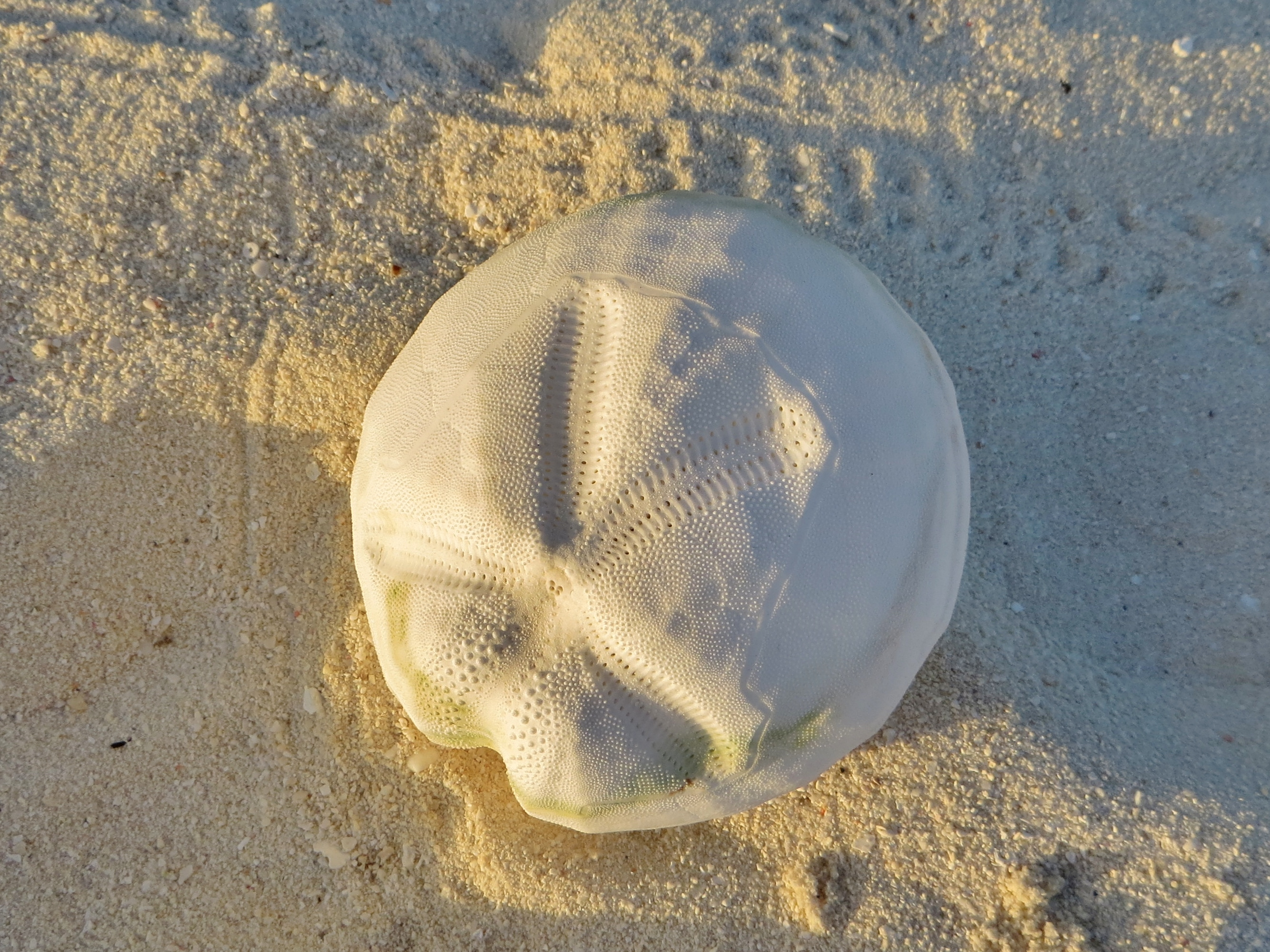
Test de Metalia sternalis, un Brissidae.

Cet ordre semble être apparu au Crétacé inférieur (Valanginien), et est actuellement l'un des plus vastes et diversifiés de toute la classe des oursins. 
| Selon World Register of Marine Species (12 septembre 2013) : ... - sous-ordre Brissidina Stockley, Smith, Littlewood, Lessios & MacKenzie-Dodds, 2005 - famille Asterostomatidae Pictet, 1857 - famille Brissidae Gray, 1855 - famille Palaeotropidae Lambert, 1896 - super-famille Spatangidea Fischer, 1966 - famille Eupatagidae Lambert, 1905 - famille Eurypatagidae Kroh, 2007 - famille Loveniidae Lambert, 1905 - famille Macropneustidae Lambert, 1905 - famille Maretiidae Lambert, 1905 - famille Megapneustidae Fourtau, 1905 † - famille Spatangidae Gray, 1825 - famille Hemiasteridae H. L. Clark, 1917 - sous-ordre Micrasterina Fischer, 1966 - famille Aeropsidae Lambert, 1896 - famille Micrasteridae Lambert, 1920a - famille Palaeostomatidae Lovén, 1868 - sous-ordre Paleopneustina Markov & Solovjev, 2001 - super-famille Paleopneustidea A. Agassiz, 1904 - famille Paleopneustidae A. Agassiz, 1904 - famille Pericosmidae Lambert, 1905 - famille Prenasteridae Lambert, 1905 - famille Schizasteridae Lambert, 1905 - famille Somaliasteridae Wagner & Durham, 1966a † - famille Toxasteridae Lambert, 1920a † | Selon ITIS (12 septembre 2013) : - sous-ordre Asterostomatina - famille Asterostomatidae - sous-ordre Hemiasterina A. G. Fischer, 1966 - famille Aeropsidae - famille Hemiasteridae Clark, 1876 - famille Palaeostomatidae - famille Pericosmidae - famille Schizasteridae Lambert, 1905 - sous-ordre Holasterina - famille Calymnidae - famille Holasteridae - famille Pourtalesiidae - famille Urechinidae - sous-ordre Micrasterina A. G. Fischer, 1966 - famille Brissidae Gray, 1855 - famille Loveniidae Lambert, 1905 - famille Spatangidae Gray, 1825 - sous-ordre Neolampadoida - famille Neolampadidae - sous-ordre Toxasterina - famille Toxasteridae |

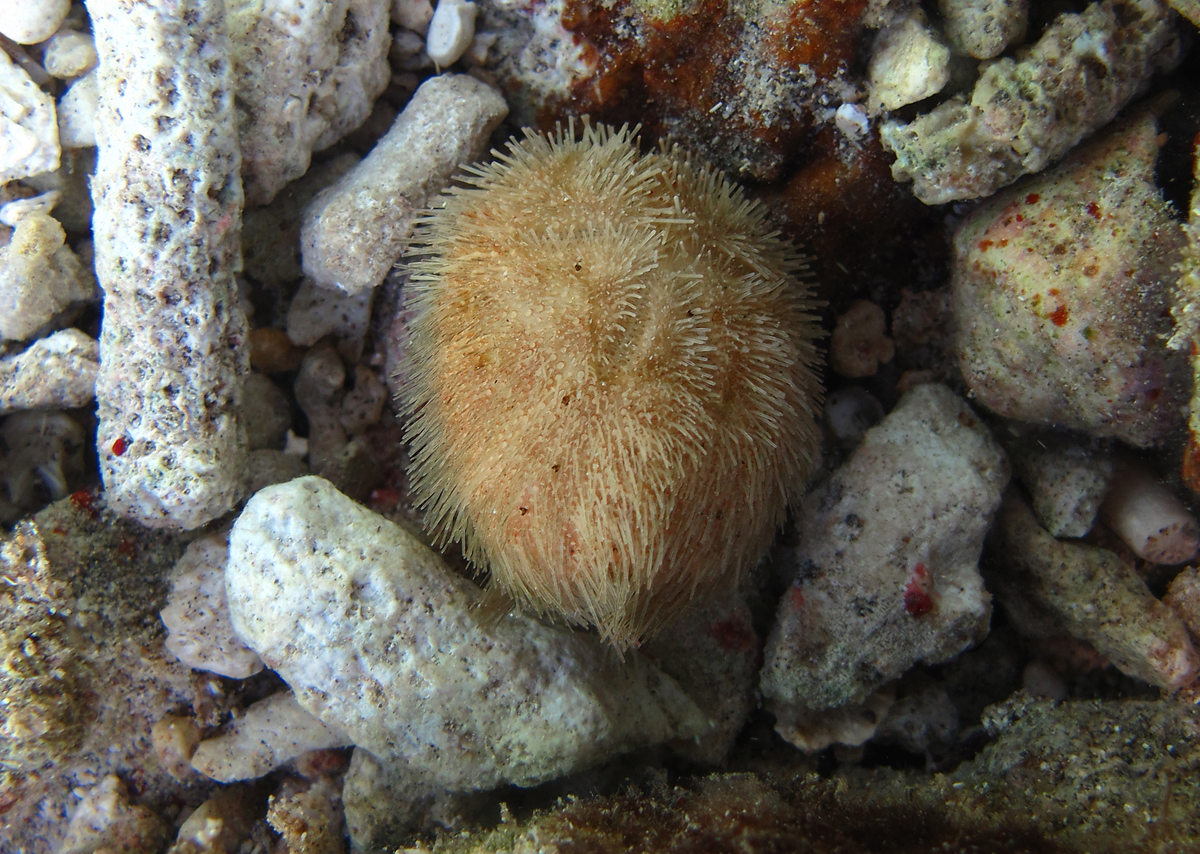
Brissus latecarinatus (Brissidae)
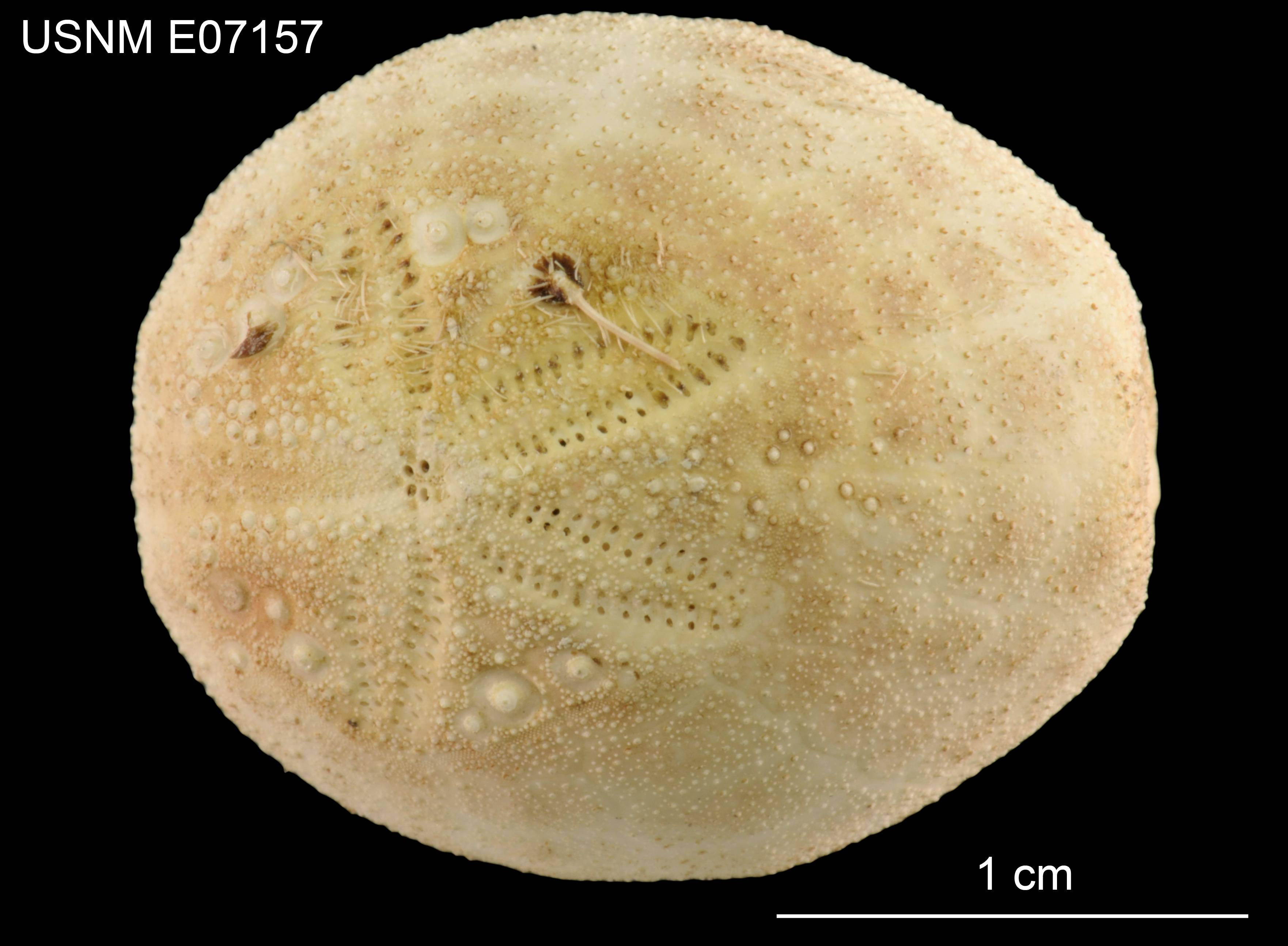
Eupatagus rubellus (Eupatagidae)
Eurypatagus grandiporus (Eurypatagidae)
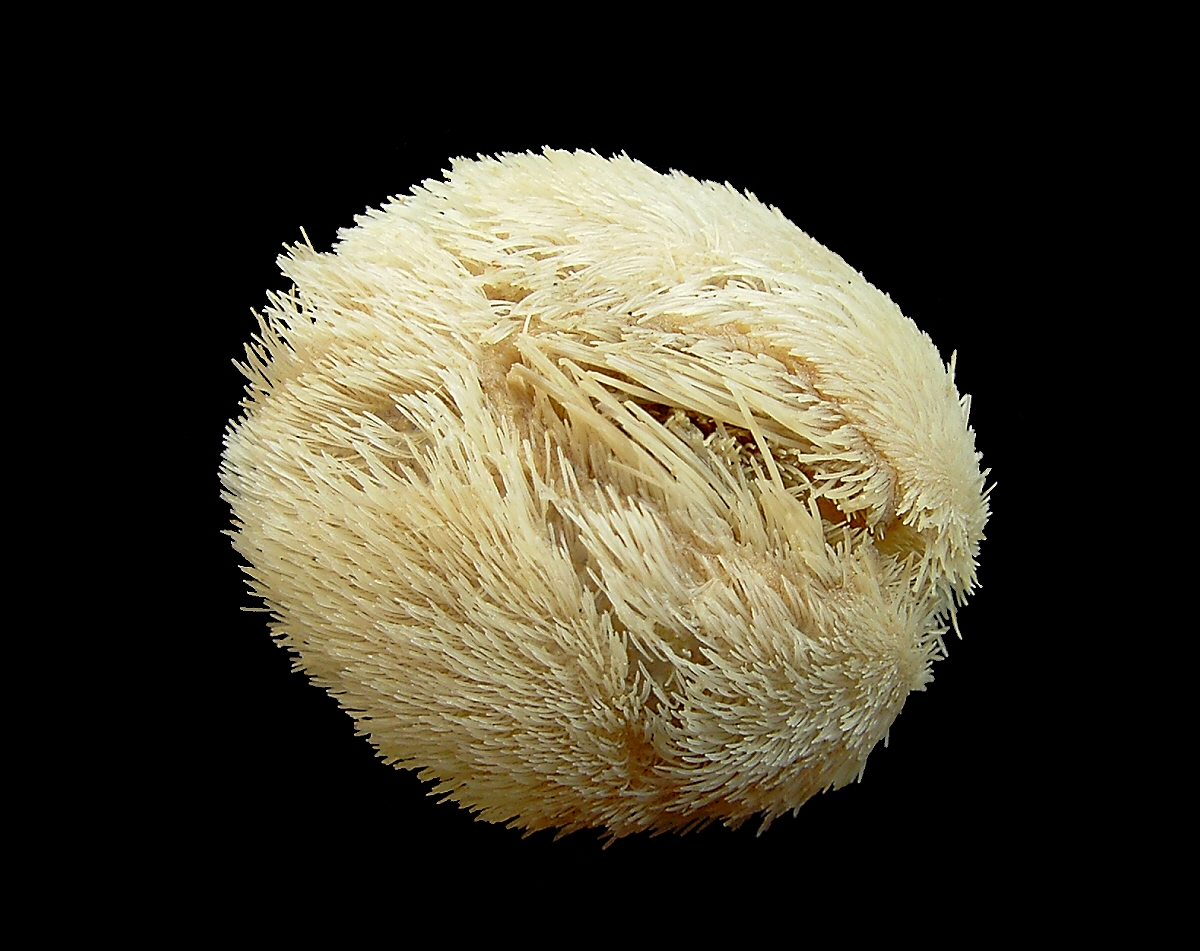
Echinocardium cordatum (Loveniidae)
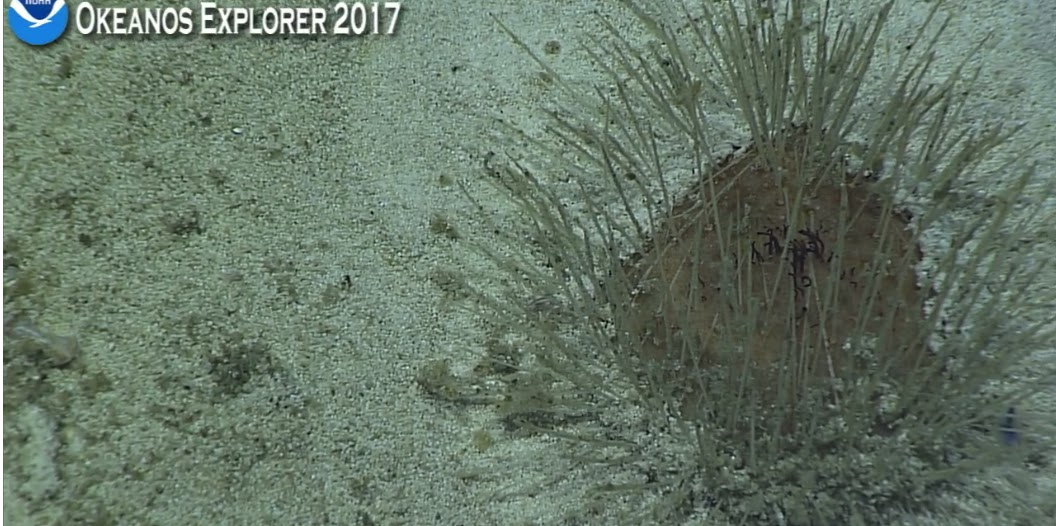
Phrissocystis sp. (Macropneustidae)
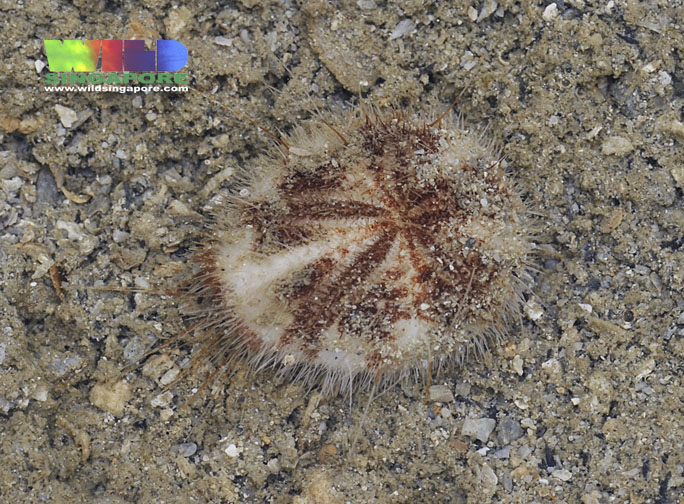
Maretia planulata (Maretiidae)
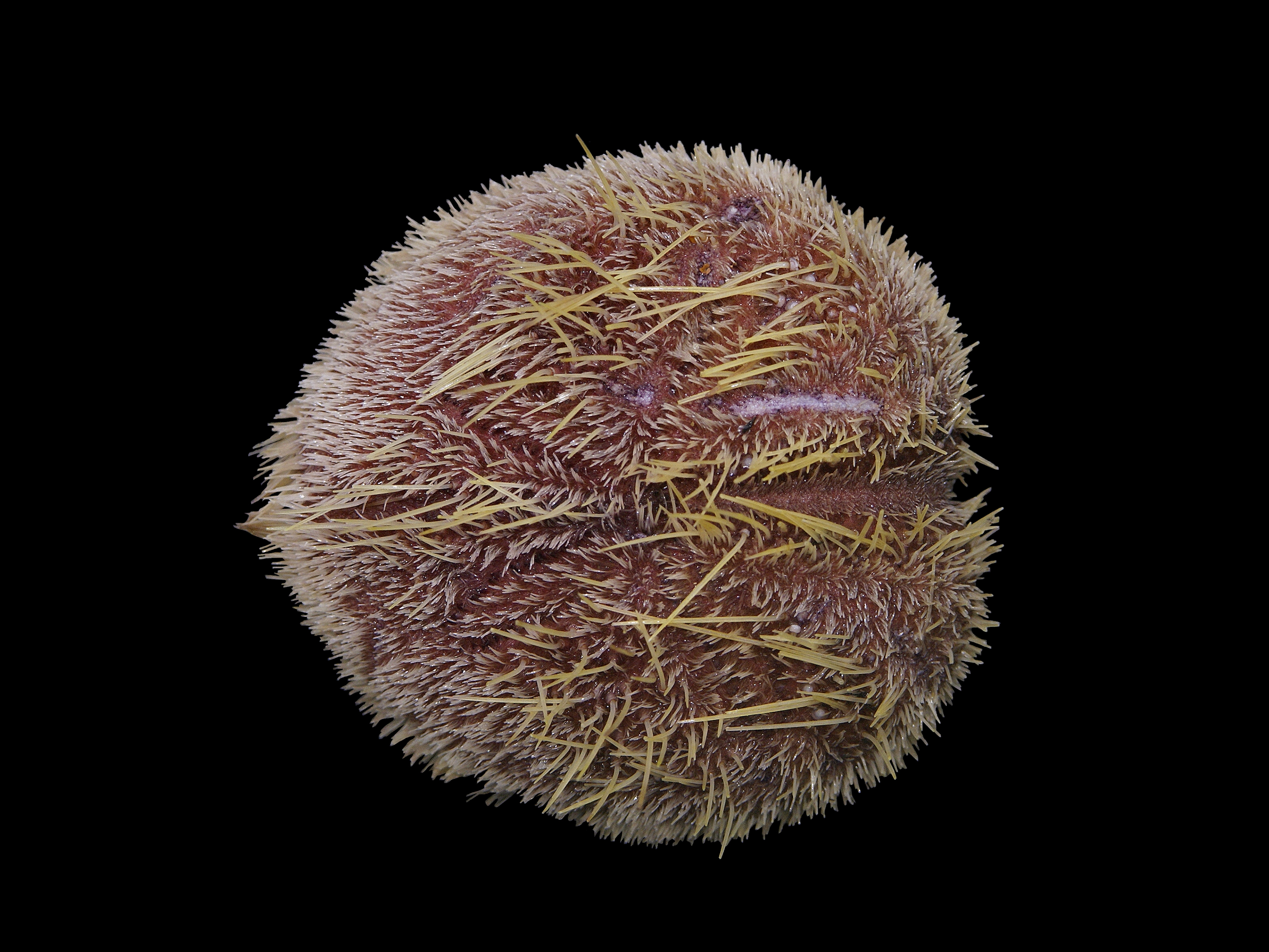
Spatangus purpureus (Spatangidae) vu du dessus
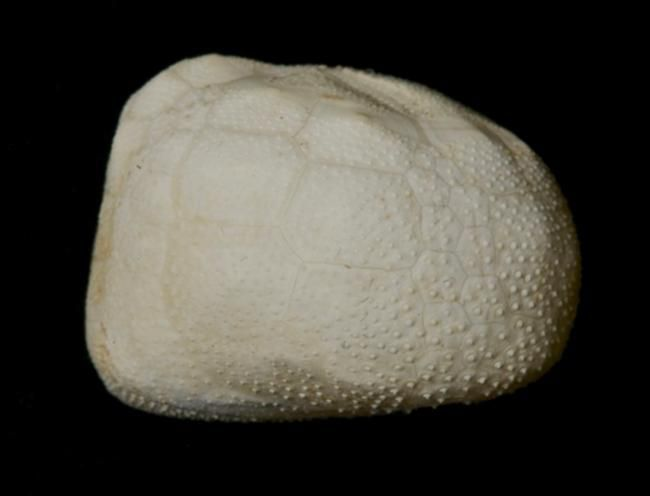
Holanthus expergitus, un Hemiasteridae
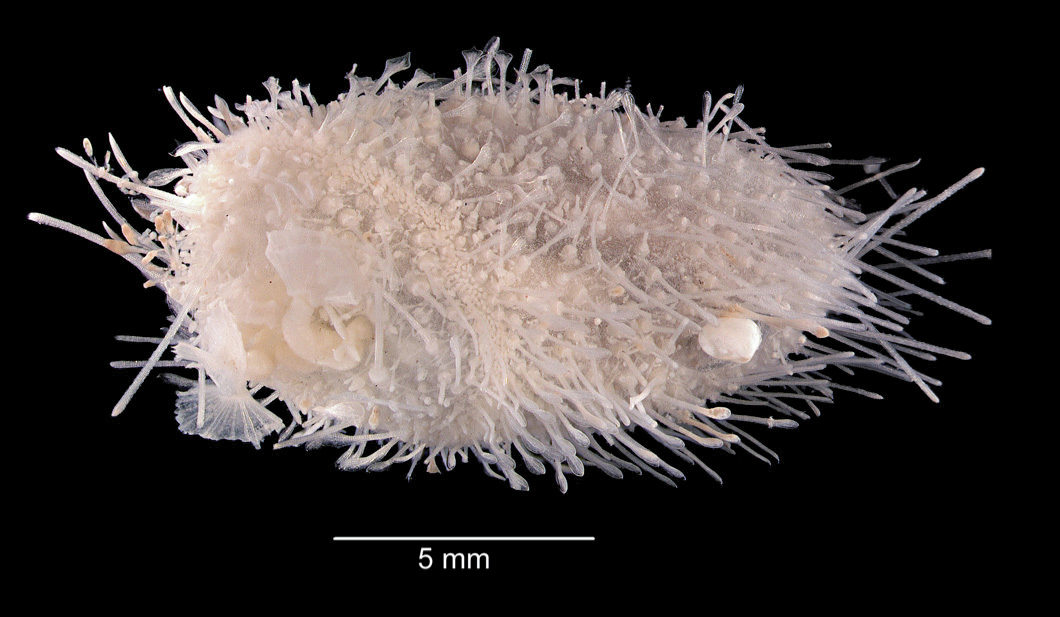
Aeropsis rostrata (Aeropsidae)
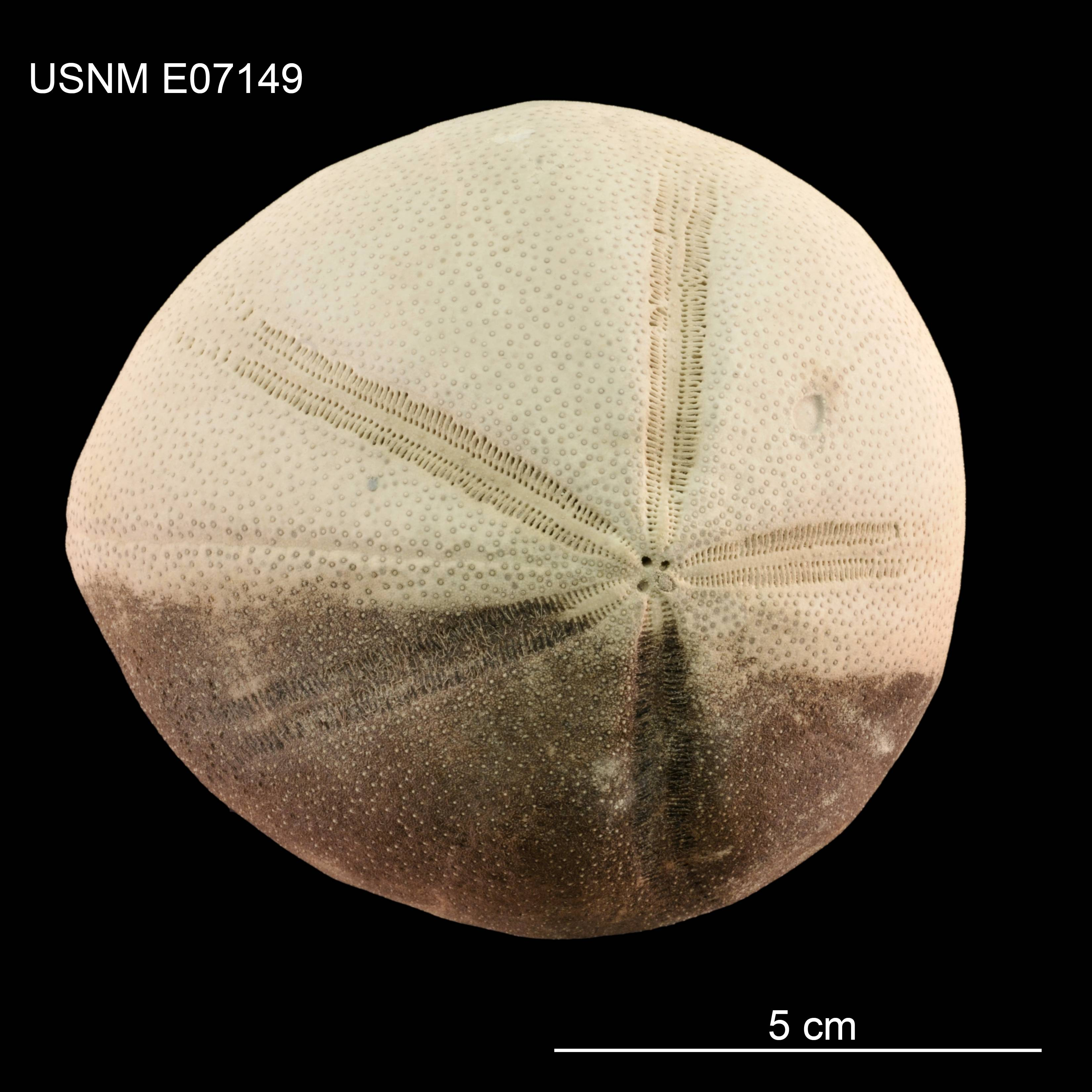
Isopatagus obovatus, un Micrasteridae
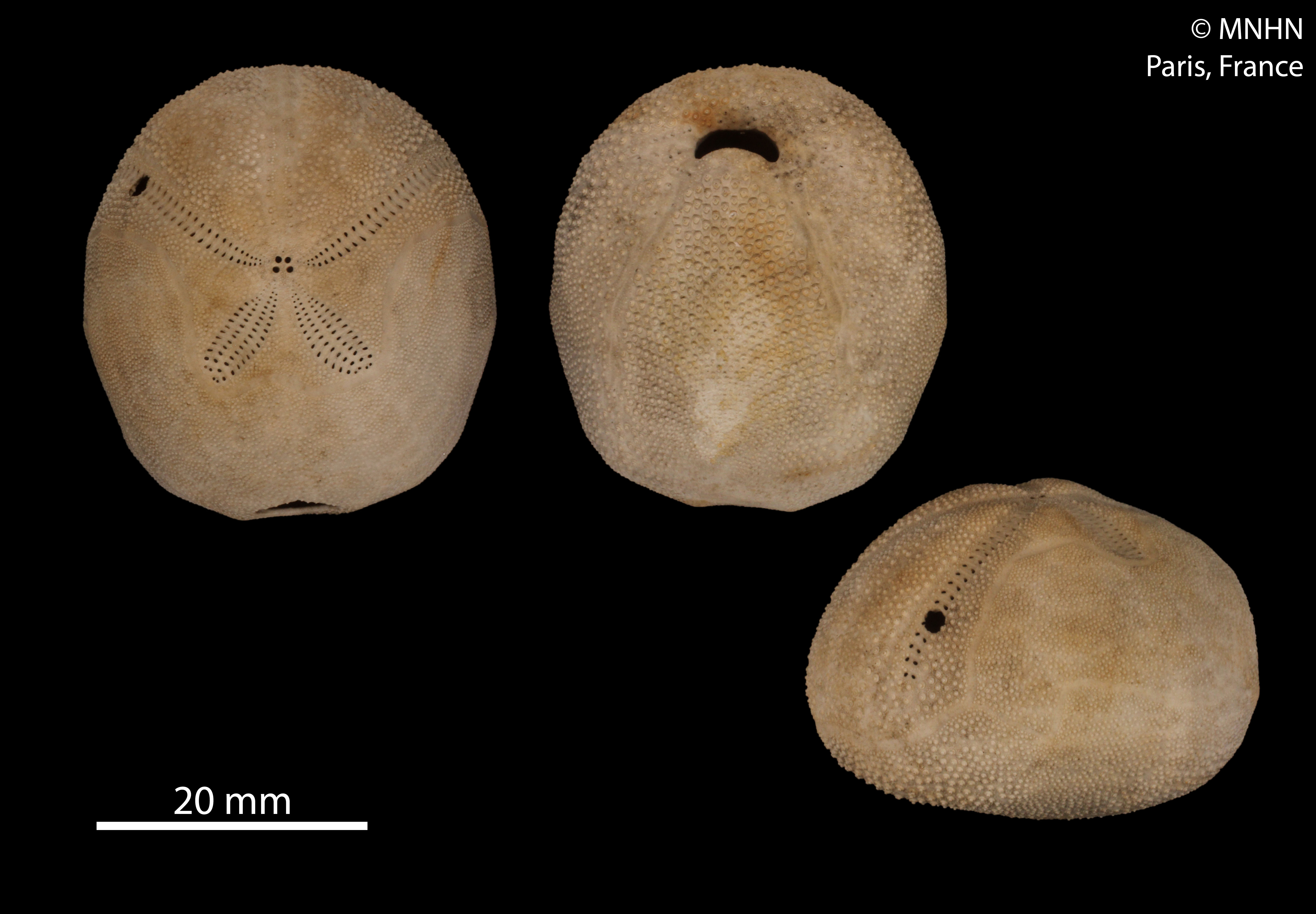
Agassizia scrobiculata, un Prenasteridae
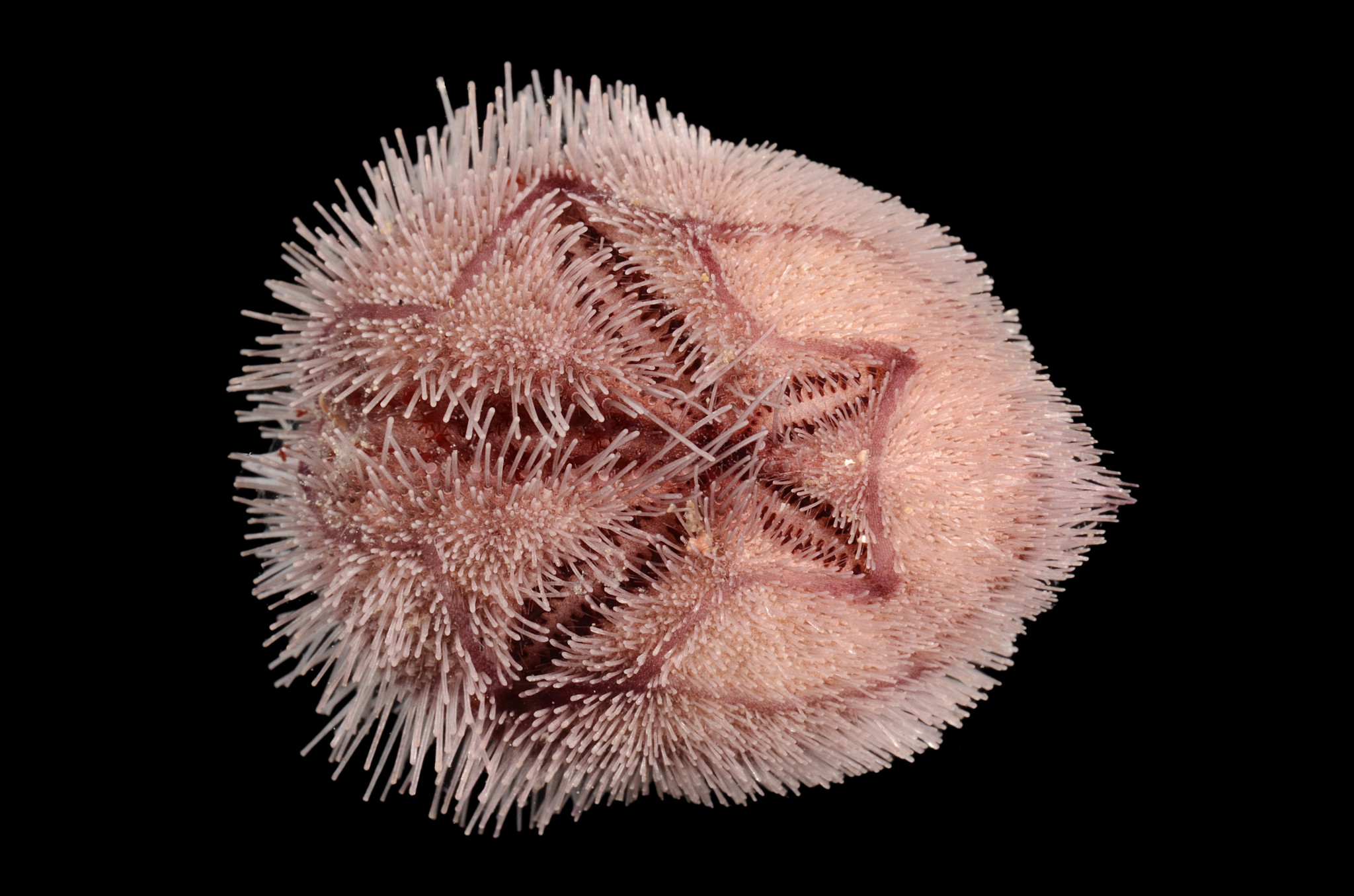
Prymnaster investigatoris, un Schizasteridae
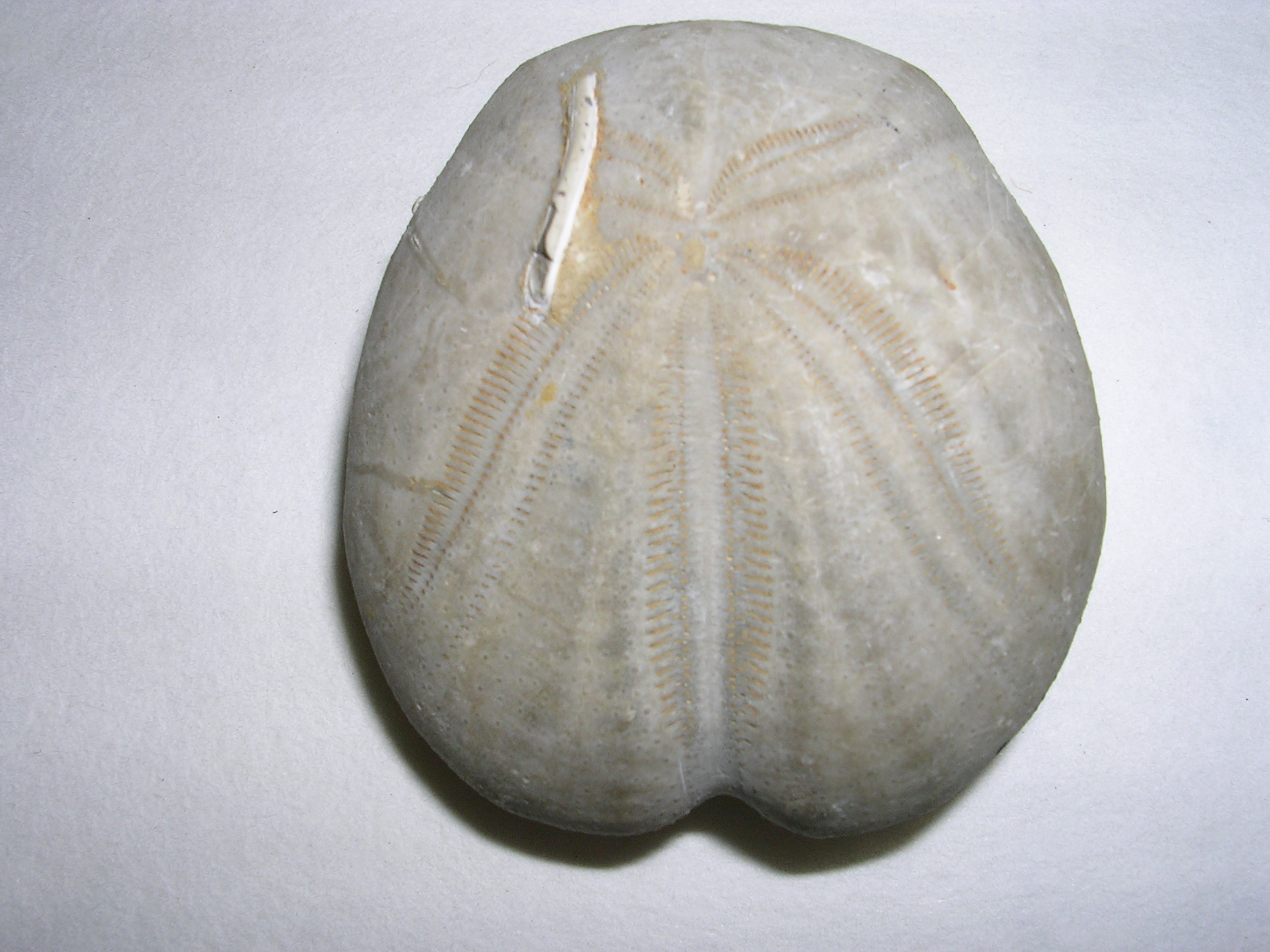
Fossile d'Heteraster oblongus, un Toxasteridae